# Tombokoirey II
Tombokoirey II (auch: Tombo Koarey II, Tombo Koiré II) ist eine Landgemeinde im Departement Dosso in Niger.

## Geographie
Tombokoirey II liegt in der Großlandschaft Sudan. Die Nachbargemeinden sind Falwel im Nordwesten, Dogondoutchi im Nordosten, Koré Maïroua und Tibiri im Osten, Guéchémé im Südosten, Karguibangou im Süden und Tombokoirey I im Westen.
Bei den Siedlungen im Gemeindegebiet handelt es sich um 87 Dörfer, 84 Weiler und 50 Lager. Der Hauptort der Landgemeinde Tombokoirey II ist das Dorf Sakadamna. Das Dorf Tombokoirey I hingegen ist der Hauptort der Nachbargemeinde Tombokoirey I.
Durch das Gemeindegebiet verläuft in Nord-Süd-Richtung ein östlicher Ausläufer des periodisch wasserführenden Trockentals Dallol Foga.

## Geschichte
Die Landgemeinde Tombokoirey II entstand 2002 im Zuge einer landesweiten Verwaltungsreform aus Teilen der Kantone Dosso und Falwel.

## Bevölkerung
Bei der Volkszählung 2012 hatte die Landgemeinde 63.184 Einwohner, die in 6448 Haushalten lebten. Bei der Volkszählung 2001 betrug die Einwohnerzahl 40.646 in 4881 Haushalten.
Im Hauptort lebten bei der Volkszählung 2012 2278 Einwohner in 250 Haushalten, bei der Volkszählung 2001 1744 in 209 Haushalten und bei der Volkszählung 1988 1679 in 173 Haushalten.
In ethnischer Hinsicht ist die Gemeinde ein Siedlungsgebiet von Zarma, Arawa, Kurfeyawa, Goubawa und Fulbe.

## Politik
Der Gemeinderat (conseil municipal) hat 18 gewählte Mitglieder. Mit den Kommunalwahlen 2020 sind die Sitze im Gemeinderat wie folgt verteilt: 6 MODEN-FA Lumana Africa, 6 PNDS-Tarayya, 3 MPR-Jamhuriya, 1 ANDP-Zaman Lahiya, 1 PJP-Génération Doubara und 1 RNDP-Aneima Banizoumbou.
Traditionelle Ortsvorsteher (chefs traditionnels) stehen an der Spitze von 71 Dörfern in der Gemeinde.

## Wirtschaft und Infrastruktur
Die Gemeinde liegt in einer Zone, in der Regenfeldbau betrieben wird. Gesundheitszentren des Typs Centre de Santé Intégré (CSI) sind im Hauptort Sakadamna sowie in den Siedlungen Baro Koira, Garbey Gorou Bessa, Goubékoye Bana, Haidara Koira und Tondigame Issa vorhanden. Der CEG Sakadamna und der CEG Baro Koira sind allgemein bildende Schulen der Sekundarstufe des Typs Collège d’Enseignement Général (CEG). Beim Centre de Formation aux Métiers de Sakadamna (CFM Sakadamna) handelt es sich um ein Berufsausbildungszentrum.
Durch die Gemeinde, unter anderem beim Hauptort Sakadamna, verläuft die Landstraße der Route 368 zwischen Boureïmi und Baro Koira.